# Белочела рибарка
Белочелата рибарка (Sternula albifrons) е водолюбива птица от семейство Sternidae. Нарича се още Малка рибарка. Среща се и в България.

## Физически характеристики
Това е най-малката от всички видове рибарки. Дължината на тялото достига 22 – 24 cm, размаха на крилата е около 50 cm. Има възрастов диморфизъм и сезонни различия в оперението. Възрастните са бели отдолу и сиви по гърба. Крилата са сиви отгоре, с черни връхчета. Тилът и темето на главата са черни, челото е бяло. Клюнът е жълт, с черен връх. Краката също са жълти. През зимния период клюнът е черен с жълта основа, главата е по-бледа, бялата ивица на челото е по-широка. Младите нямат така ярко оцветена глава и имат сиво-кафяви шарки по гърба и крилата, и черен клюн с жълта основа.
Полетът е трепкащ.

## Разпространение
Разпространена е в умерените и тропическите ширини на Европа, Азия, Африка и Австралия. Никъде не е многобройна. В България се среща по Черноморския бряг, крайморските езера и р. Дунав.

## Начин на живот и хранене
Гнезди на колонии по каменисти и пясъчни плажове, понякога в ямки на скалисти морски брегове, и острови. Среща се и във вътрешността, по брегове на реки и техните устия. Местата са винаги почти лишени от растителност.
Белочелата рибарка е рибоядна птица. Храни се в плитки крайбрежни води и лагуни. Ловува като увисва във въздуха на височина 5 – 6 m, след което се гмурка стремително вертикално във водата и понякога се потапя напълно.

## Размножаване
Гнездовия период е от средата на май до началото на август. Разполага гнездото си на земята. Може да е в близост до други видове рибарки и дъждосвирци (Charadrius). Снася от 2 до 4 яйца. Защитава гнездото и малките си. Потомството се излюпва през юни, но е възможно и второ люпило през юли. Родителите хранят малките 20 – 22 дни.

## Допълнителни сведения
Белочелата рибарка е мигриращ вид. Зимува на песъчливи плажове в субтропичните и тропичните области на Южна Африка и Австралия, и околните острови.
Съществуват 3 подвида:
- S. a. albifrons – Европа, Северна Африка, Западна Азия
- S. a. guineae – Западна и Централна Африка
- S. a. sinensis – Източна Азия, Северна и Източна Австралия